# Oi (district)
Oi  (Japans: 大飯郡,  Ōi-gun) is een district van de prefectuur Fukui in Japan.
Op 1 maart 2008 had het district een geschatte bevolking van 20.332 inwoners en een bevolkingsdichtheid van 71,5 inwoners per km². De totale oppervlakte bedraagt 284,31 km².

## Gemeenten
- Oi
- Takahama

## Fusies
- Op 3 maart 2006 werd de gemeente Natasho van het district Onyu aangehecht bij de gemeente Oi van het district Oi. Het district Onyu verdween als gevolg van deze fusie.

Steden:
Awara · Echizen · Fukui (hoofdstad) · Katsuyama · Obama · Ono · Sabae · Sakai · Tsuruga

Districten:
Imadate · Mikata · Mikatakaminaka · Nanjo · Nyu · Oi · Yoshida
Gemeenten per district